# Terre-Neuve-et-Labrador
Cet article fait référence à la province. Pour les autres sens tels la race de chien, consulter Terre-Neuve (homonymie) et Labrador (homonymie).
Terre-Neuve-et-Labrador (en anglais : Newfoundland and Labrador) est la province la plus orientale du Canada, située dans la région de l'Atlantique. Elle est constituée de l'île de Terre-Neuve et de la région continentale du Labrador au nord-ouest, combinant une superficie totale de 405 212 km2. En 2022, sa population est estimée à 522 875 habitants. Environ 94 % de la population de la province vit sur l'île de Terre-Neuve (et les petites îles voisines), dont plus de la moitié sur la péninsule d'Avalon.
Elle est la province la plus homogène du Canada sur le plan linguistique, avec 97 % d'habitants ayant l'anglais (avec sa variante locale) comme langue maternelle d'après le recensement de 2016. Historiquement, Terre-Neuve abritait également des variétés uniques d'irlandais (en) et de français, ainsi que la langue éteinte béothuk. Au Labrador, les langues autochtones innu-aimun et inuktitut sont également parlées.
La capitale et la plus grande ville de Terre-Neuve-et-Labrador, Saint-Jean, est la 20e plus grande aire métropolitaine du Canada et abrite près de 40 % de la population de la province. Saint-Jean héberge le siège du gouvernement provincial, la Chambre d'assemblée, ainsi que le plus haut tribunal de la juridiction, la Cour d'appel.
Ancienne colonie puis dominion de l'Empire britannique, Terre-Neuve a renoncé à sa souveraineté en 1933, à la suite de graves problèmes économiques causés par la Grande Dépression et des conséquences financières de sa participation coûteuse à la Première Guerre mondiale. Elle est devenue la 10e et dernière province à entrer dans la Confédération, le 31 mars 1949, sous le nom de « Terre-Neuve ». Le 6 décembre 2001, la Constitution du Canada a été modifiée, pour changer le nom de la province en « Terre-Neuve-et-Labrador ».

## Histoire avant la Confédération

### Période de colonisation
Les premiers habitants de l’île furent les Inuits et les Beothuks. La première colonie européenne en Amérique, fondée en l'an 1000 par les Vikings, se trouvait sur l'île, à L'Anse aux Meadows et à Pointe Rosée. Des restes et des artefacts provenant de cette occupation sont présentés à L'Anse aux Meadows, classé au patrimoine mondial de l'UNESCO.
Malgré diverses allégations sur la fréquentation des Grands Bancs par des pêcheurs européens au début du XVe siècle, et dont la source principale paraît être l'ouvrage de Charles Desmarquets, le premier récit historiquement documenté est celui de l'explorateur Jean Cabot, qui accosta à Bonavista en 1497 et prit possession de Terre-Neuve au nom de la couronne d'Angleterre. Humphrey Gilbert établit un poste de pêche en 1583 à Saint-Jean, entamant le processus de colonisation de l'ile. En 1610, John Guy fonda une colonie à Cuper's Cove, aujourd'hui connu sous le nom de Cupids, faisant de Terre-Neuve la deuxième colonie permanente anglaise en Amérique après Jamestown en Virginie. Le fils de Nicholas Guy[Qui ?], né le 27 mars 1613, est le premier enfant anglais dont la naissance est connue sur le territoire de ce qui deviendra le Canada. La colonie anglaise à l'Anse Cupid fut suivie par la colonie anglaise d'Avalon, établie par Sir George Calvert à Ferryland en 1621. Sir George Calvert s'était converti au catholicisme et tolérait donc les catholiques dans la colonie d'Avalon. Malgré ses efforts, les plantations commerciales anglaises n'eurent pas beaucoup de succès à cause des conditions climatiques et naturelles difficiles de Terre-Neuve. Plus tard, il fondera la colonie anglaise du Maryland.
Au milieu du XVIIe siècle, les Basques, qui pêchaient les bancs de morue dès le début du XVIe siècle au large des côtes, fondèrent Plaisance (aujourd'hui Placentia), un havre fréquenté aussi par des pêcheurs d'autres régions françaises. En 1655, le royaume de France, déjà présent au Canada, installe un gouverneur à Plaisance, commençant une tentative de colonisation française de l'île. Cette tentative entraîna des tensions avec la Grande-Bretagne et fut abandonnée à la suite des traités d'Utrecht de 1713 qui mettent fin à la guerre de Succession d'Espagne. Selon les termes des traités, la France renonce à ses revendications sur l'île de Terre-Neuve (ainsi que celles portant sur les côtes de la baie d'Hudson) et confirme la possession de celle-ci par la Grande-Bretagne. Des territoires français d'Acadie y sont aussi cédés aux Britanniques. La population française de Plaisance se transféra alors sur l'île Royale (aujourd'hui l'île du Cap-Breton), fraction d'Acadie restée française jusqu'à la guerre de Sept Ans, marquée par le tragique épisode de la déportation des Acadiens en 1755.

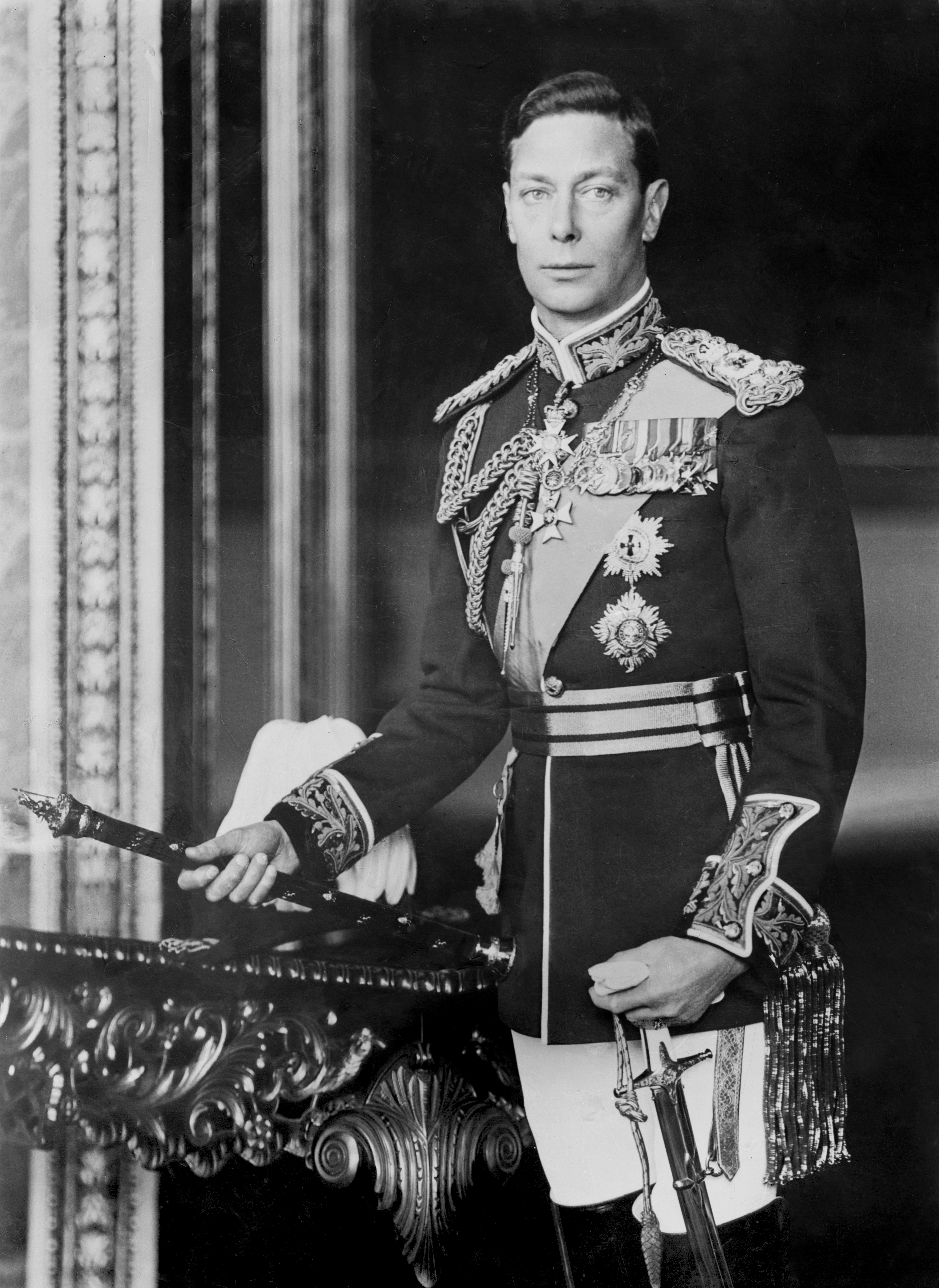
C'est le roi George VI qui verra, en 1949, naître la province canadienne de Terre-Neuve-et-Labrador.

La colonie n'était pas une province canadienne jusqu'en 1949 et fut de 1907 à son entrée au sein de la Confédération un dominion indépendant membre de l'Empire britannique, ayant une existence juridique séparée du Canada.
Terre-Neuve fut dotée en 1832 d'une assemblée bicamérale, qui est actuellement connue sous le terme de la Chambre d'assemblée (House of Assembly). En 1855, Terre-Neuve reçut son propre gouvernement et Philip Francois Little, natif de l'île du Prince-Édouard, forma la première administration de 1855 à 1858.
En 1941, en vertu d'une entente avec la Grande-Bretagne, les États-Unis y installèrent des bases aériennes en échange de leurs vieux destroyers.

### Événements ayant conduit à l'union avec le Canada

Drapeau du Dominion de Terre-Neuve.

Terre-Neuve rejeta une première fois l'union avec la confédération canadienne dans l'élection générale de 1869. Elle demeura colonie britannique jusqu'à ce qu'elle reçût le statut de dominion semi autonome en 1907 en même temps que la Nouvelle-Zélande. Elle tenta de faire un accord de libre-échange avec les États-Unis mais cela échoua. Le Dominion de Terre-Neuve atteignit son âge d'or sous le premier ministre Robert Bond (en).
Terre-Neuve constitua son propre régiment : The Royal Newfoundland Regiment pour participer à la Première Guerre mondiale afin de soutenir le Royaume-Uni. Le 1er juillet 1916, une grande partie de ce régiment fut massacrée au début de la Bataille de la Somme. La dette de guerre à la suite des dépenses dues à ce régiment conduisit à un endettement croissant lors des années 1920, car contrairement à tous les États souverains de l'époque (qui annulèrent ou étalèrent leurs remboursements de leur dette de guerre à leur avantage), Terre-Neuve fit face à ses engagements financiers sans les renier.
Les années 1920 furent aussi marquées par une atmosphère de scandale. En 1923, le premier ministre Richard Squires (en) fut arrêté et accusé de corruption. Il fut laissé en liberté sous caution peu de temps après, mais on nomma une commission britannique dirigée par Hollis Walker pour éclairer l'affaire. Peu de temps après, le gouvernement de Squires chuta. Il revint au pouvoir en 1928 pendant la grave crise infligée au pays par la Grande Dépression. Le 5 avril 1932, une émeute de dix mille personnes à l'Assemblée contraignit Squires à s'enfuir.
Le gouvernement suivant, mené par Frederick Alderdice (en), demanda au gouvernement britannique de prendre le contrôle direct du pays, jusqu'à ce que Terre-Neuve soit autosuffisante.

## Histoire au sein de la Confédération

### Référendum acquis de justesse
En 1946, une élection mit en place une convention nationale pour décider de l'avenir de Terre-Neuve. Après un débat acharné et un premier référendum à trois options en juin 1948, un deuxième référendum en juillet 1948 décida par un vote de 52 % contre 48 % de s'unir avec le Canada.
Terre-Neuve devint membre de la Confédération canadienne le 31 mars 1949.
La politique de la province fut dominée par le Parti libéral sous Joseph R. Smallwood jusqu'en 1972. Cette année-là, le gouvernement Smallwood fut défait par les progressistes-conservateurs, parti dirigé par Frank Moores.
Brian Peckford devint premier ministre en 1979. Pendant cette période, la province lutta avec le gouvernement fédéral pour contrôler les importantes ressources pétrolières maritimes, dispute qui s'acheva par un compromis. En 1989, le Parti libéral de Clyde Wells prit le pouvoir.

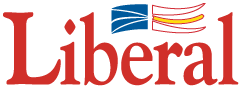
Le Parti libéral de Terre-Neuve-et-Labrador a dominé la politique provinciale du territoire jusqu'en 1972.

### Crise économique et frictions avec le gouvernement canadien
Durant les années 1990, Terre-Neuve fit face à une crise écologique et environnementale sévère. L'activité de pêcherie de morue, dont les Terre-neuviens avaient vécu pendant cinq cents ans, chuta en raison de la quasi-disparition de l'espèce. Le gouvernement fédéral aida Terre-Neuve à hauteur d'un milliard de dollars.
En 1996, l'ancien homme politique fédéral Brian Tobin prit le pouvoir. Son but principal était de faire profiter la province des riches dépôts de nickel récemment découverts au Labrador. Il démissionna pour retourner à la politique fédérale en 2000. Le Parti libéral s'est trouvé dans une condition affaiblie depuis ce temps, situation ressentie par l'actuel premier ministre, Roger Grimes.
Un différend perdure avec la Nouvelle-Écosse au sujet de la frontière maritime au sud.
En 2003, le gouvernement fédéral imposa un moratoire complet sur la pêche de la morue, à cause de la population extrêmement basse de ce poisson. Ceci enflamma les esprits partout dans le Canada atlantique ; à Terre-Neuve-et-Labrador, le premier ministre Grimes ordonna une revue de l'Acte d'Union et de la place de la province au Canada.

### Ressources minières
Le sous-sol de la province regorge de ressources minières. Les gisements de fer les plus importants au monde ont été découverts au Labrador. Le sol renferme également d'énormes quantités de minerais d'or, d'argent, d'amiante, de fluor, de tungstène, de nickel (mine de Voisey's Bay), de cuivre, de plomb, de zinc et de charbon ainsi que de gypse, de calcaire et de cobalt. Ce dernier se trouve surtout dans l'île de Terre-Neuve. Beaucoup de pétrole off-shore a été découvert en mer à 300 km environ au sud-est de la capitale Saint-Jean de Terre-Neuve dans le secteur dénommé Bassin Jeanne d'Arc (Jeanne d'Arc Basin). L'exploitation se poursuit depuis plusieurs années à l'aide de plateformes en mer, sous l'égide de puissantes compagnies nord-américaines. Aux gisements d'Hibernia, White-Rose, Terra-Nova très productifs, viendra s'ajouter celui d'Hebron dans un futur proche.

### Des solutions pour apaiser les tensions
Le 2 juillet 2003, les résultats de la Commission royale sur la place de Terre-Neuve-et-Labrador dans la fédération furent révélés. La commission fit état des éléments de tensions dans la relation entre Terre-Neuve-et-Labrador et l'État fédéral :
- l'impact massif de la destruction de l'activité de pêcherie de la morue ;
- le fait que les ressources d'hydroélectricité du Labrador aient principalement bénéficié au Québec ;
- le haut taux de chômage chronique ;
- les revenus par habitant les plus bas au Canada ;
- les hauts niveaux d'impôt ;
- le taux d'émigration le plus élevé.

Le rapport prônait :
- un fédéralisme plus coopératif avec Terre-Neuve-et-Labrador ;
- une action commune pour reconvertir l'activité de pêcherie ;
- une collaboration entre l'État fédéral, le Québec, et Terre-Neuve-et-Labrador pour développer le site hydroélectrique de Gull Island : Projet du Bas-Churchill ;
- une révision des accords atlantiques pour que les réserves pétrolières maritimes (Hibernia) bénéficient en priorité à Terre-Neuve-et-Labrador ;
- des pourparlers immédiats et réalistes sur une gestion conjointe de la pêcherie.

## Géographie

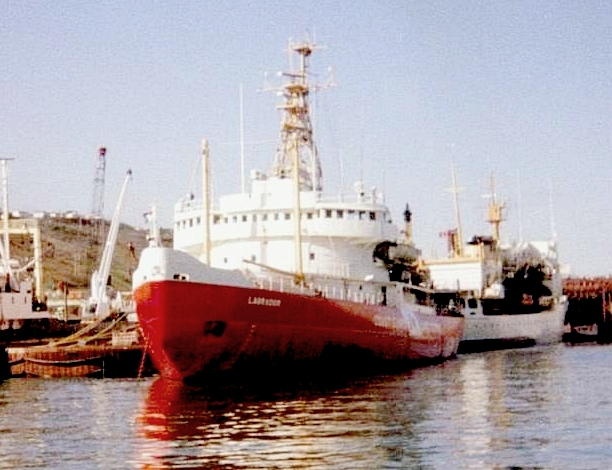
Le NGCC Labrador au port de Saint-Jean à l'été 1982.

La province incorpore l'île de Terre-Neuve et un territoire continental, le Labrador, correspondant à la partie nord-est de la péninsule du Labrador, totalisant ainsi une superficie de 405 212 km2.

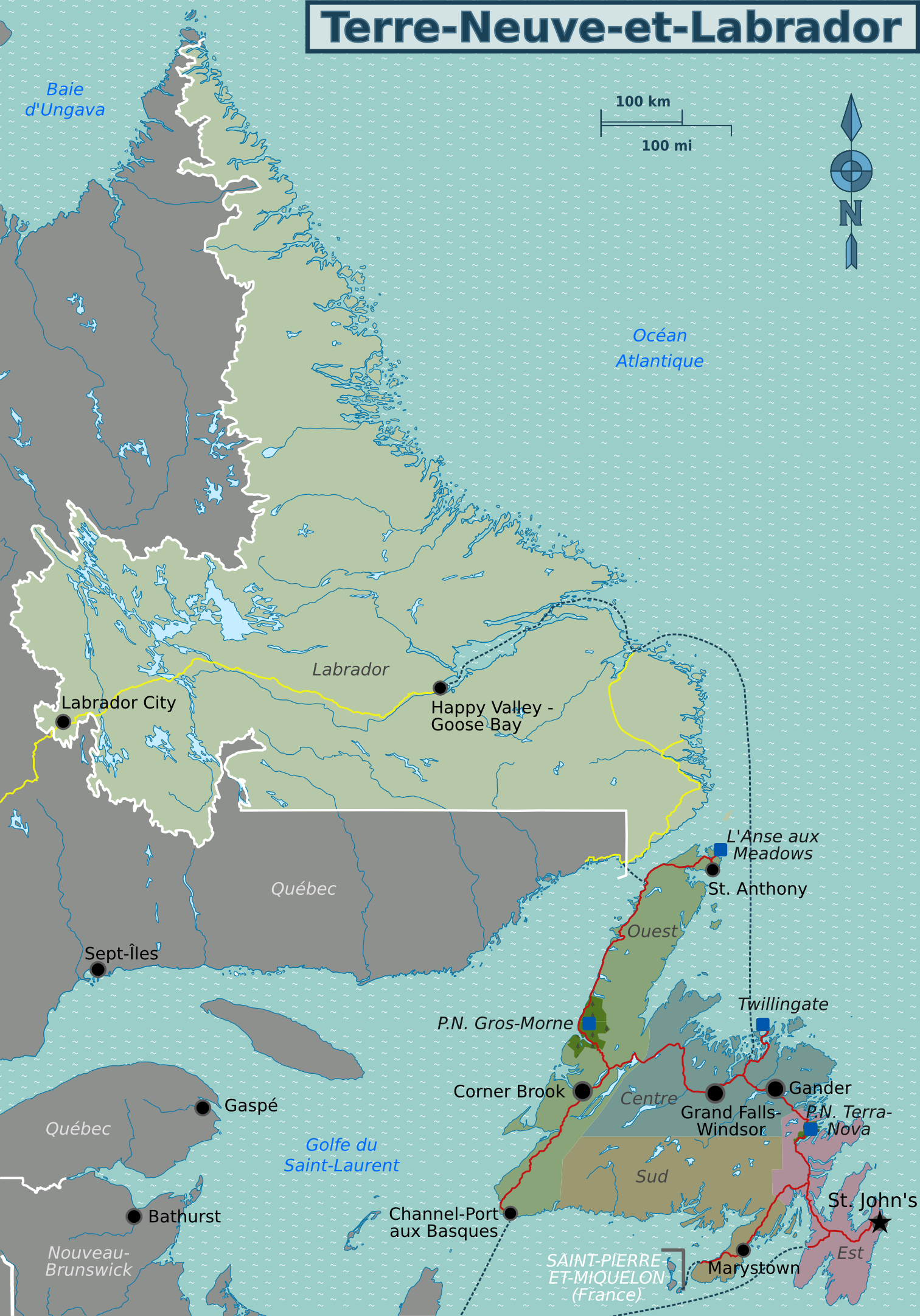
Carte géographique de Terre-Neuve-et-Labrador.

En 2016, la population de la province recensée est de 519 716 habitants. Environ 92 % de la population vit sur l'île de Terre-Neuve (en incluant ses petites îles associées), dont la moitié sur la péninsule d'Avalon. Du fait de sa position insulaire, elle possède sa propre variété d'anglais,.
Sa capitale et sa plus grande ville, Saint-Jean de Terre-Neuve (en anglais St. John's), est la vingtième plus grande aire métropolitaine du Canada, et abrite plus de 40 % de la population provinciale. Ancienne colonie britannique puis éphémère dominion indépendant, elle fut rattachée au Canada en 1949, devenant la 10e province de la Confédération sous le nom de Terre-Neuve. 
Le 6 décembre 2001, une modification constitutionnelle a été adoptée afin de changer officiellement le nom en Terre-Neuve-et-Labrador. Cependant, bon nombre de Canadiens utilisent encore « Terre-Neuve » pour désigner la province.

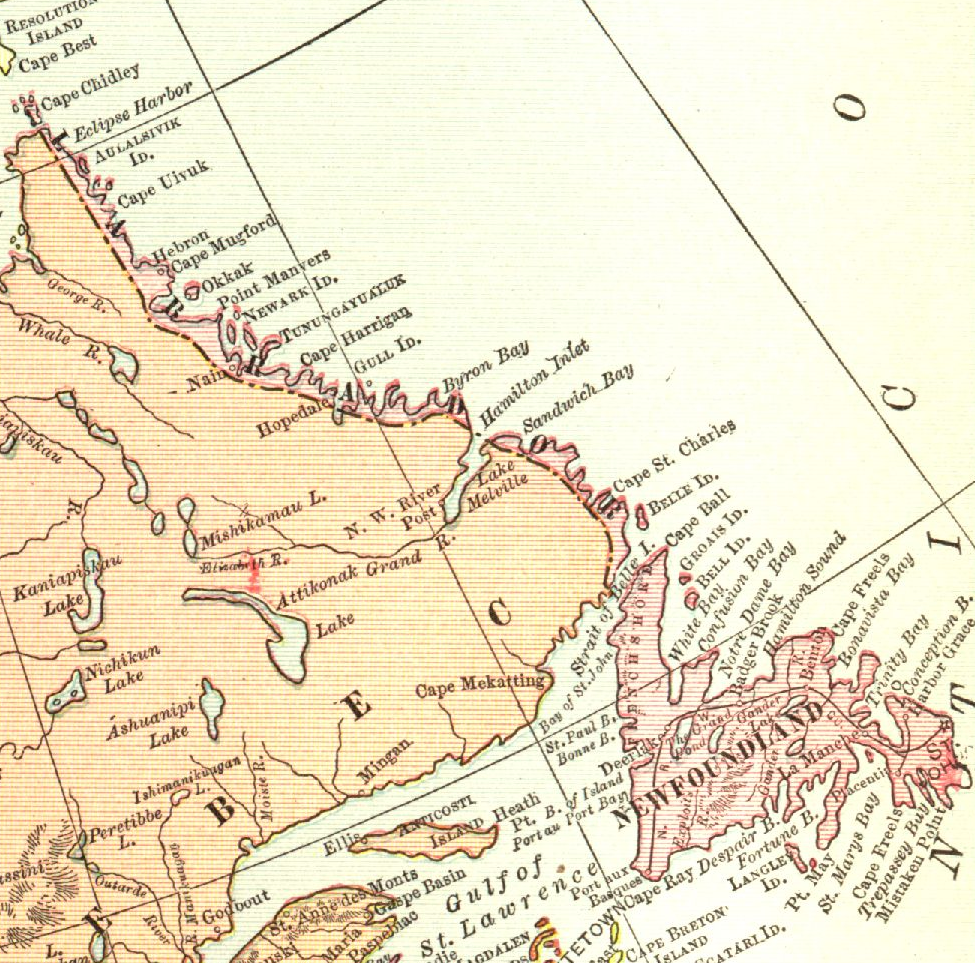
Carte de Terre-Neuve en 1912.

## Gouvernement

### Premier ministre
Le premier premier ministre de Terre-Neuve-et-Labrador a été de 1949 à 1972 Joseph R. Smallwood, un libéral.
John Hogan est premier ministre depuis le 9 mai 2025.

### Lieutenant-gouverneur
Le premier lieutenant-gouverneur de Terre-Neuve-et-Labrador a été le capitaine Henry Osborn de 1729 à 1731. Joan Marie Aylward est lieutenante-gouverneure depuis 2023.

### Assemblée législative de Terre-Neuve-et-Labrador
L'Assemblée compte 40 membres et se trouve à St-John's,. 

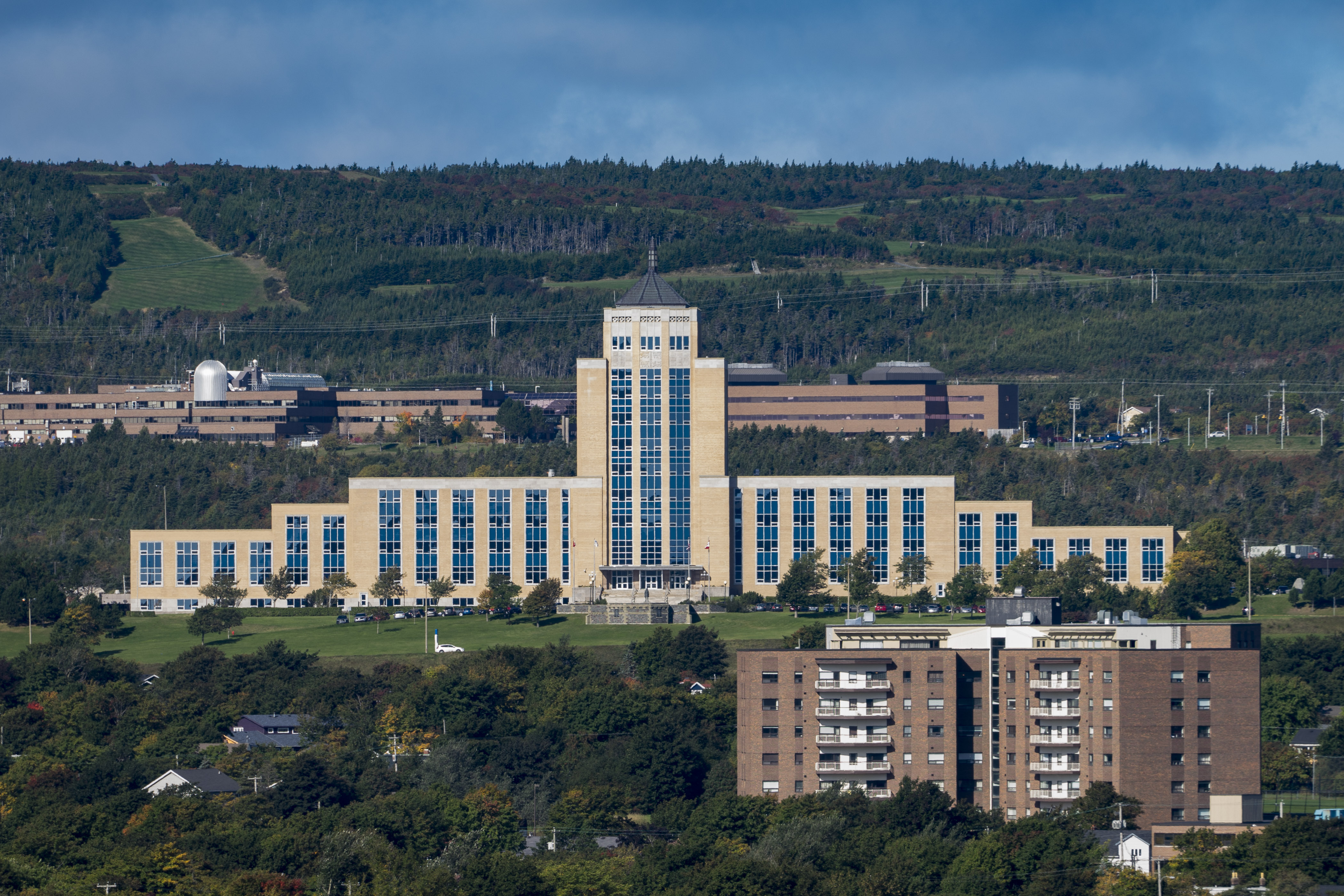
L'Assemblée législative de Terre-Neuve-et-Labrador.

## Parcs nationaux et provinciaux

### Parcs nationaux
On retrouve 4 parcs nationaux sur le territoire de Terre-Neuve-et-Labrador qui relèvent du gouvernement du Canada.

### Parcs provinciaux
On retrouve 13 parcs provinciaux à Terre-Neuve-et-Labrador. Ils sont gérés par le gouvernement provincial et on peut y camper la nuit.

## Organisations et associations

### Francophonie
La Fédération des francophones de Terre-Neuve et du Labrador (FFTNL) est un organisme sans but lucratif qui travaille à la défense des droits et des intérêts de la communauté francophone de Terre-Neuve-et-Labrador.

Drapeau des communautés francophones de Terre-Neuve-et-Labrador.

Sa mission est de promouvoir la francophonie de la province et d'en faciliter le développement.

### Association des villes
Municipalités Terre-Neuve-et-Labrador représente une association des 276 villes de Terre-Neuve-et-Labrador. Sans but lucratif elle vise à développer dans une vision unifiée un gouvernement local fort et efficace.

## Démographie

### Population
En 1836, la population de Terre-Neuve était de 101 600 habitants. En 2016, la population de Terre-Neuve-et-Labrador est de 519 716 habitants.
| Villes                             | Population en 2011 | Population en 2016 |
| ---------------------------------- | ------------------ | ------------------ |
| Saint-Jean de Terre-Neuve          | 106 172            | 108 860            |
| Conception Bay South               | 24 848             | 26 199             |
| Mount Pearl                        | 24 284             | 22 957             |
| Paradise (Terre-Neuve-et-Labrador) | 17 695             | 21 389             |
| Corner Brook                       | 19 886             | 19 806             |
| Grand Falls-Windsor                | 13 725             | 14 171             |
| Gander (Terre-Neuve-et-Labrador)   | 11 054             | 11 688             |
| Portugal Cove-St. Philip's         | 7 366              | 8 147              |
| Happy Valley-Goose Bay             | 7 552              | 8 109              |
| Labrador City                      | 7 367              | 7 220              |

### Langues

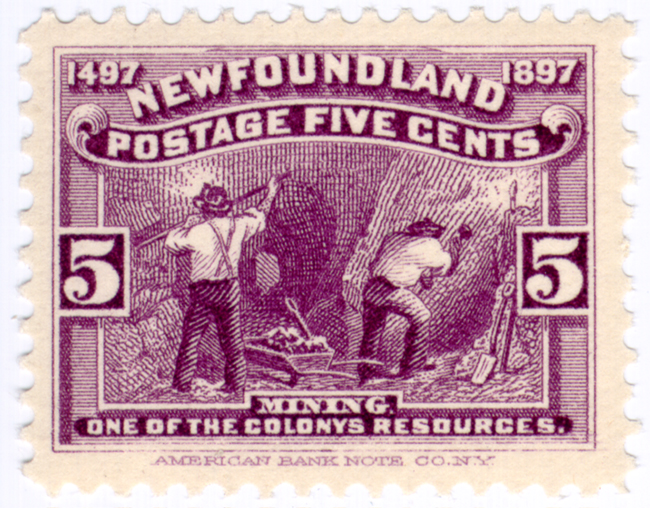
Timbre de Terre-Neuve datant de 1897, le premier au monde représentant une mine.

D'après le recensement des habitants du Canada en 2001, les habitants de Terre-Neuve-et-Labrador possèdent principalement des ancêtres canadiens (leur présence est trop lointaine pour connaitre l'ensemble de leurs ascendances, en conséquence, ils choisissent uniquement l'origine « canadienne » à 53,4 %), anglais (39,3 %), irlandais (19,7 %), écossais (5,9 %), français (5,4 %), amérindiens (3,1 %), inuits (1,4 %), allemands (1,2 %) et métis (1,2 %). Les répondants doivent préciser toutes les origines ethniques qui s'appliquent et jusqu'à six origines ethniques sont retenues lors du recensement.
Sur 505 469 habitants, 499 830 réponses individuelles ont été recensées concernant les langues parlées à travers la province.
| Rang | Langue      | Nombre de locuteurs | Pourcentage |
| ---- | ----------- | ------------------- | ----------- |
| 1.   | Anglais     | 488 405             | 97,7 %      |
| 2.   | Français    | 1 885               | 0,4 %       |
| 3.   | Innu-aimun  | 1 585               | 0,3 %       |
| 4.   | Chinois     | 1 080               | 0,2 %       |
| 5.   | Espagnol    | 670                 | 0,1 %       |
| 6.   | Allemand    | 655                 | 0,1 %       |
| 7.   | Inuktitut   | 595                 | 0,1 %       |
| 8.   | Ourdou      | 550                 | 0,1 %       |
| 9.   | Arabe       | 540                 | 0,1 %       |
| 10.  | Néerlandais | 300                 | 0,1 %       |
| 11.  | Russe       | 225                 | < 0,1 %     |
| 12.  | Italien     | 195                 | < 0,1 %     |

Au total, il y a également eu 435 réponses référençant l'anglais et une langue non officielle, 30 réponses référençant le français et une langue non officielle, 295 réponses référençant l'anglais et le français, 30 réponses référençant l'anglais, le français et une langue non officielle et environ 14 305 personnes n'ayant donné aucune réponse durant le recensement des langues primaires[réf. souhaitée].

### Religion

Claude Champagne est le président de l'Assemblée des évêques de l'Atlantique.

On retrouve 187 440 catholiques à Terre-Neuve-et-Labrador. On dénombre également 303 195 protestants et 12 865 personnes sans affiliation religieuse dans la province. Les catholiques sont représentés par l'Assemblée des évêques de l'Atlantique et les anglicans (protestants) par les diocèses d'Eastern Newfoundland and Labrador, Western Newfoundland et celui de Central Newfoundland au sein de l'Église anglicane du Canada.

## Situation économique
L'économie de Terre-Neuve-et-Labrador connaît depuis quelques années une croissance fulgurante, grâce aux développements de l'exploitation pétrolière maritime, grâce aussi aux projets miniers, dont celui de « Voisey's Bay » et au tourisme. En 2007, le PIB y a progressé de 9,1 %. Le PIB par habitant, longtemps au dernier rang des provinces, est passé à 48 739 $ en 2007, pour se situer au deuxième rang, derrière l'Alberta. Le Québec, en comparaison, avait un PIB par habitant de 37 138 $.
Les mises en chantiers résidentiels étaient de 3 261 en 2008.
Le taux de chômage reste élevé à cause de la proportion relativement importante de travailleurs saisonniers.

## Culture
- Bâton laid

### Écrivains et écrivaines
- Margaret Duley

## Fiche de renseignements
- La ville de Saint-Jean de Terre-Neuve.Capitale : Saint-Jean (St. John's)

La ville de Saint-Jean de Terre-Neuve.

- Devise : Quaerite Primum Regnum Dei (Cherchez d'abord le royaume de Dieu)
- Fleur emblème : la sarracénie pourpre
- Date d'entrée dans la Confédération : le 1er avril 1949
- Membres de l'Assemblée législative : 48
- Députés à la Chambre des communes : 7
- Sénateurs : 6
- Population en 2008 : 508 270
- Revenu familial annuel moyen - 2003 : 47 100 $
- Taux d'emploi - 1997 : 62,4 %
- Coûts des soins de santé par habitant - 1995 : 2 612 $
- L'inflation mesurée à l'IPC - 1997 : 1,2 %
- Revenu hebdomadaire moyen - 1997 : 483,49 $
- Mises en chantier d'habitations - 2007 : 2 649 (source : la SCHL)
- Taxe de vente harmonisée - 2009 : 13 % (dont 5 % provient du TPS fédéral)
- Population urbaine - 1996 : 41,8 %
- PIB par habitant - 2007 : 48 739 $ (source : Statistiques Canada, PIB par province)
- Croissance du PIB - 2008 : 9,1 %
- Superficie par rapport au reste du Canada : 4,06 %